# Chiesa di Santa Lucia (Mores)
La chiesa di Santa Lucia è una chiesa campestre situata in territorio di Mores, centro abitato della Sardegna nord-occidentale. Consacrata al culto cattolico, fa parte della parrocchia di Santa Caterina, arcidiocesi di Sassari.

La chiesa è ubicata a poca distanza dall'abitato, ai piedi del monte Lachesos. In età medievale fu la parrocchiale del villaggio scomparso di Lachesos, originariamente dedicata a San Leonardo.
L'edificio ha aula mononavata con copertura a capanna in legno e conserva al proprio interno un fonte battesimale di pregevole fattura.